# 里澤

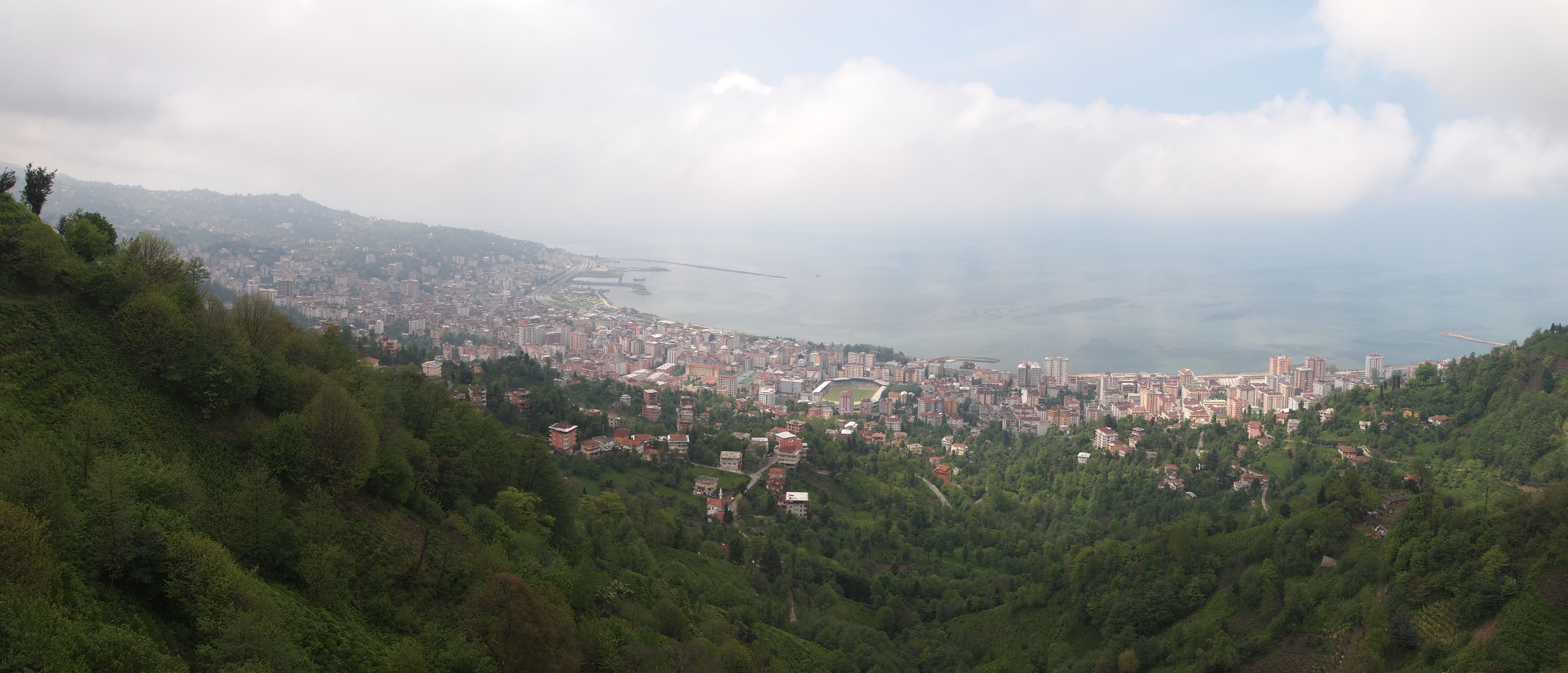

里澤是土耳其的城市，也是里澤省的首府，位於該國東北部黑海沿岸，海拔高度6米，受副熱帶濕潤氣候影響，每年平均降雨量2,233毫米，2008年人口91,904。

## 外部連結
- Rize image gallery
- Rize